# 费尔南多·博特罗
费尔南多·博特罗·安古洛（1932年4月19日—2023年9月15日）是哥伦比亚麦德林出身的具象画家和雕塑家。他的作品充满着一种形体饱满的夸张感，这种标志性艺术特色也被称为“博特罗风格”（Boterismo）。他也因此被誉为拉丁美洲最知名的现代艺术家之一。

## 生平
1932年出生于哥伦比亚第二大城市麦德林，拥有意大利血统。四岁时父亲离世，由母亲抚养长大。1951年移居首都波哥大，1952年在绘画比赛中获得奖金，前往西班牙皇家聖費爾南多美術學院深造。1955年回到波哥大，在哥伦比亚当地风格的影响下创造出了肥胖的艺术形象。在20世纪70年代，他开始了自己第一批雕塑作品的创造:128-129。
博特罗作为土生土长的哥伦比亚艺术家，一方面参考并再现欧洲传统艺术流派风格（包括文艺复兴、巴洛克艺术和现实主义），表现拉丁美洲艺术与欧洲艺术之间的关联和继承；另一方面以形体饱满的夸张表现故意加强了拉丁美洲的发展方向和独立面貌，并成功地奠定哥伦比亚民族当代艺术的基础要素:131。

## 捐赠
在成名后，博特罗已经向哥伦比亚多所博物馆捐赠了艺术品。2000年，他向波哥大博物馆捐赠了123件自己的作品和85件私人藏品，其中包括馬克·夏卡爾、巴勃羅·畢卡索、羅伯特·勞森伯格以及其他法国印象派大师的作品。他向麦德林的安蒂奥基亚博物馆捐赠了119件作品。

## 展览
他的艺术作品分布在世界各地，如1991年意大利佛罗伦萨、1992年法国巴黎的香榭丽舍大街、1992年摩纳哥蒙特卡洛、1993年美国纽约的公园大道、1997年瑞士苏黎世的卢加诺、1998年葡萄牙里斯本和2007年德国柏林等。
1992年10月至1993年1月，31件博特罗的雕塑作品在巴黎协和广场到爱丽舍宫圆形广场的巨大空间里展出:131。
2015年11月20日至2016年1月2日，由中华人民共和国文化部和哥伦比亚驻中国大使馆联合主办、中国对外文化集团公司承办的“博特罗在中国——费尔南多·博特罗作品展”在中国国家博物馆开幕，共展出博特罗的96幅作品，包含81幅大幅油画和15幅大幅画布素描。
2016年1月21日至5月8日，“博特罗在中国——费尔南多·博特罗作品展”在上海中华艺术宫展出。

## 逝世
2023年9月15日，哥倫比亞總統古斯塔沃·佩特罗在Twitter上宣佈博特罗去世，終年91歲。

## 相關迷因
在網絡文化中，博特羅創作的教宗良十世畫像經常被外國網民配上（正常寫法為，意思為「到底為什麼」）的字樣製成表情包。

## 作品展

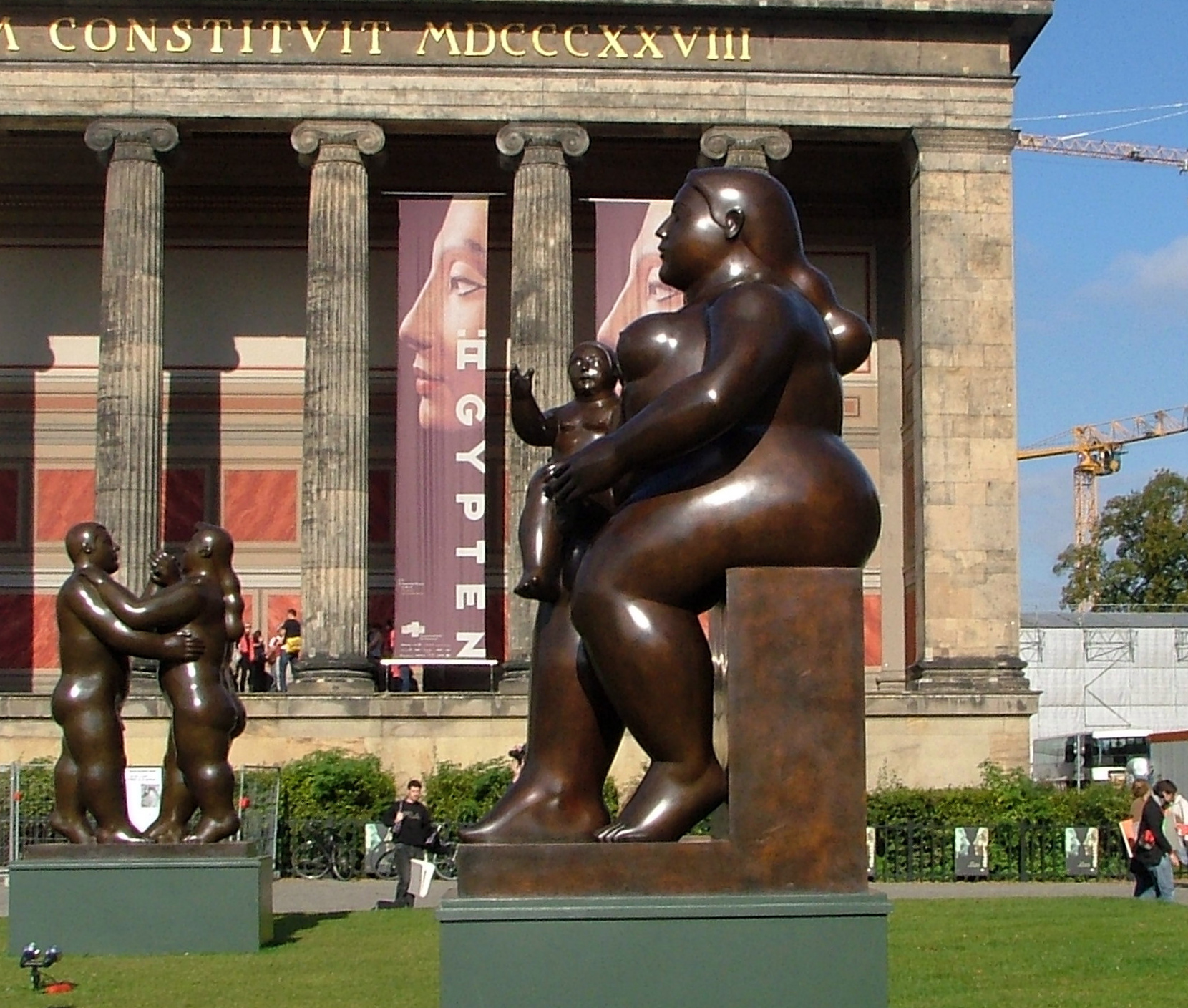
柏林
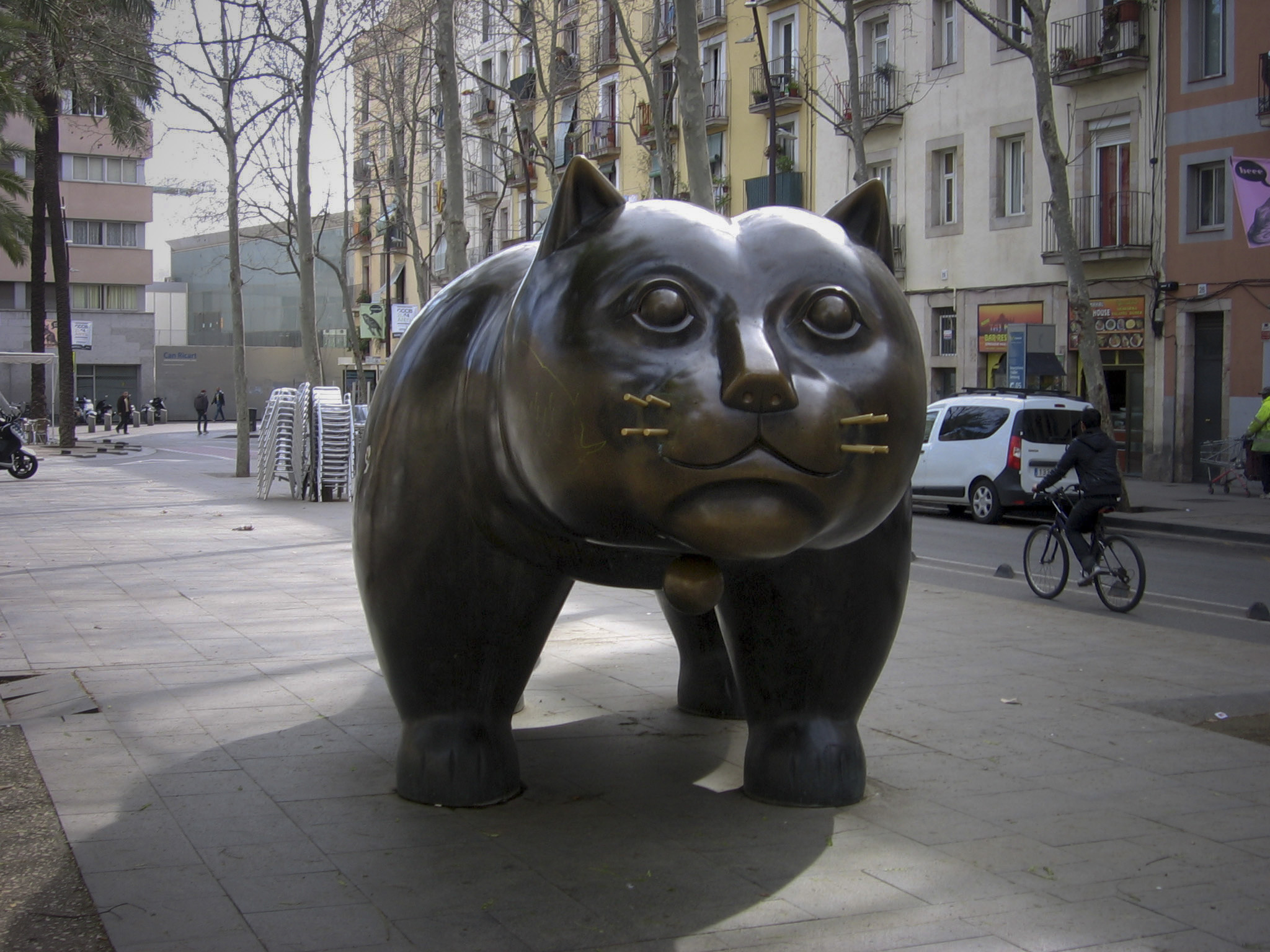
《猫》，1990年巴塞罗那
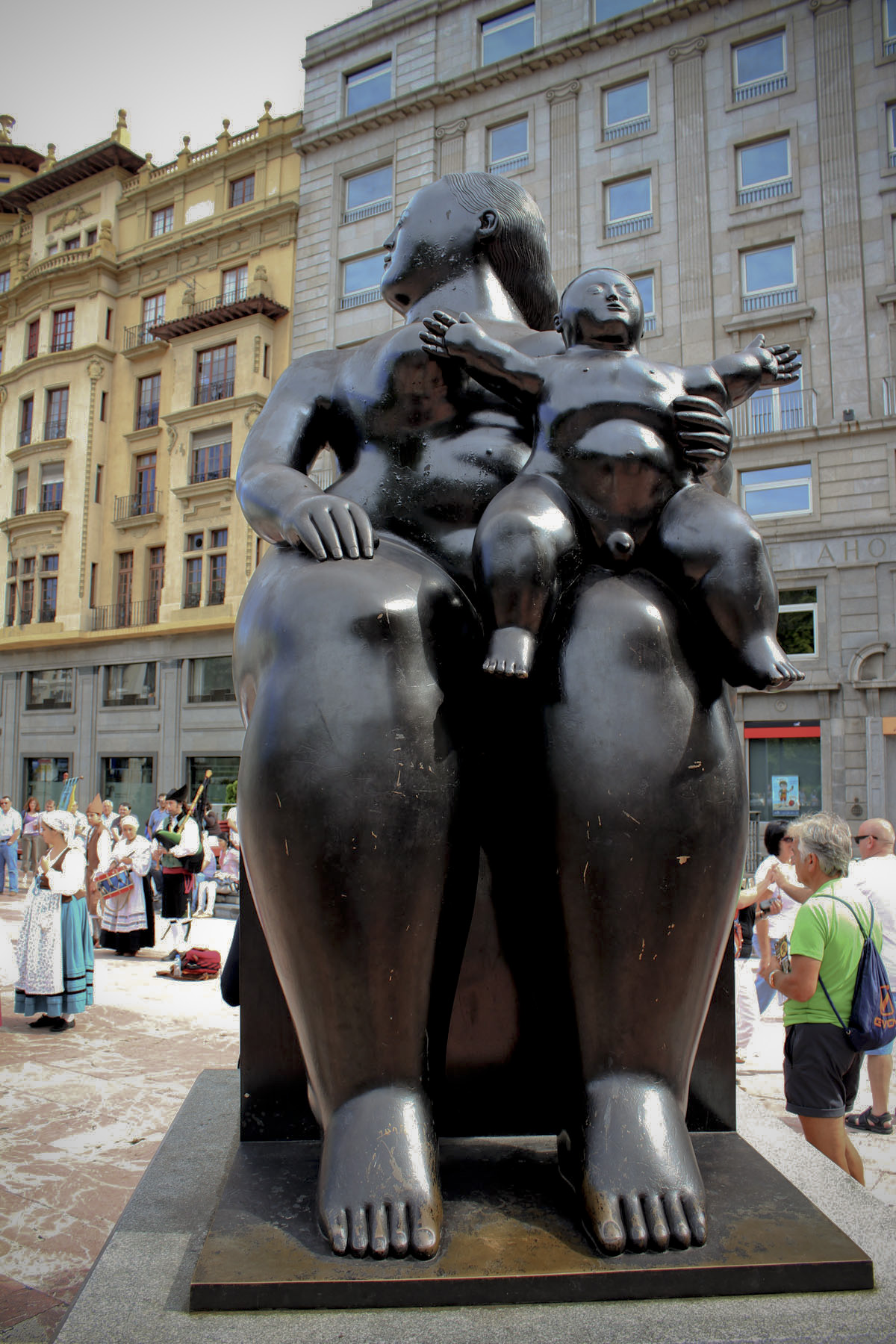
《母性》，奥维耶多
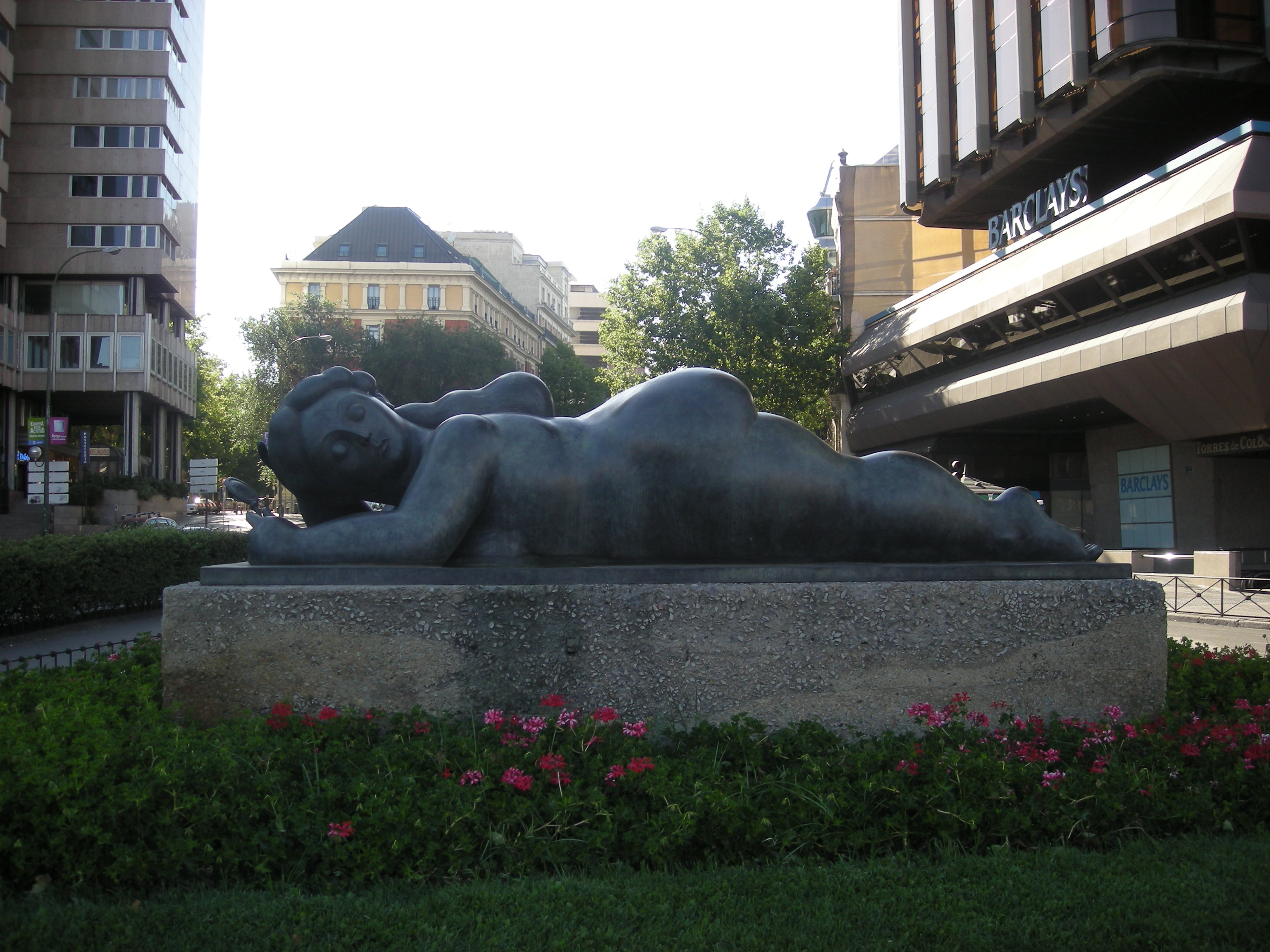
《照镜子的女人》，1987年
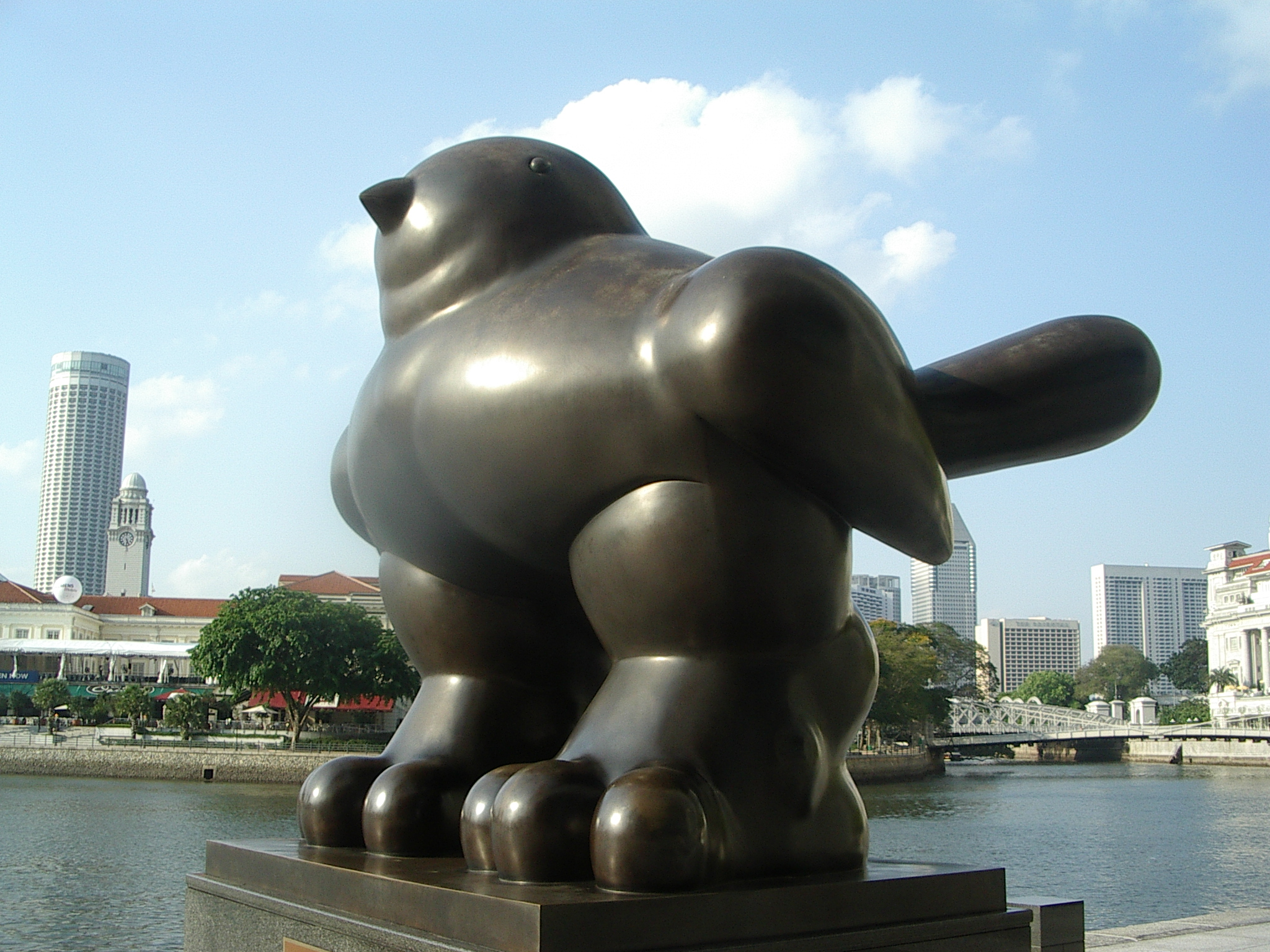
《鸟》，1990年新加坡大华银行大厦前
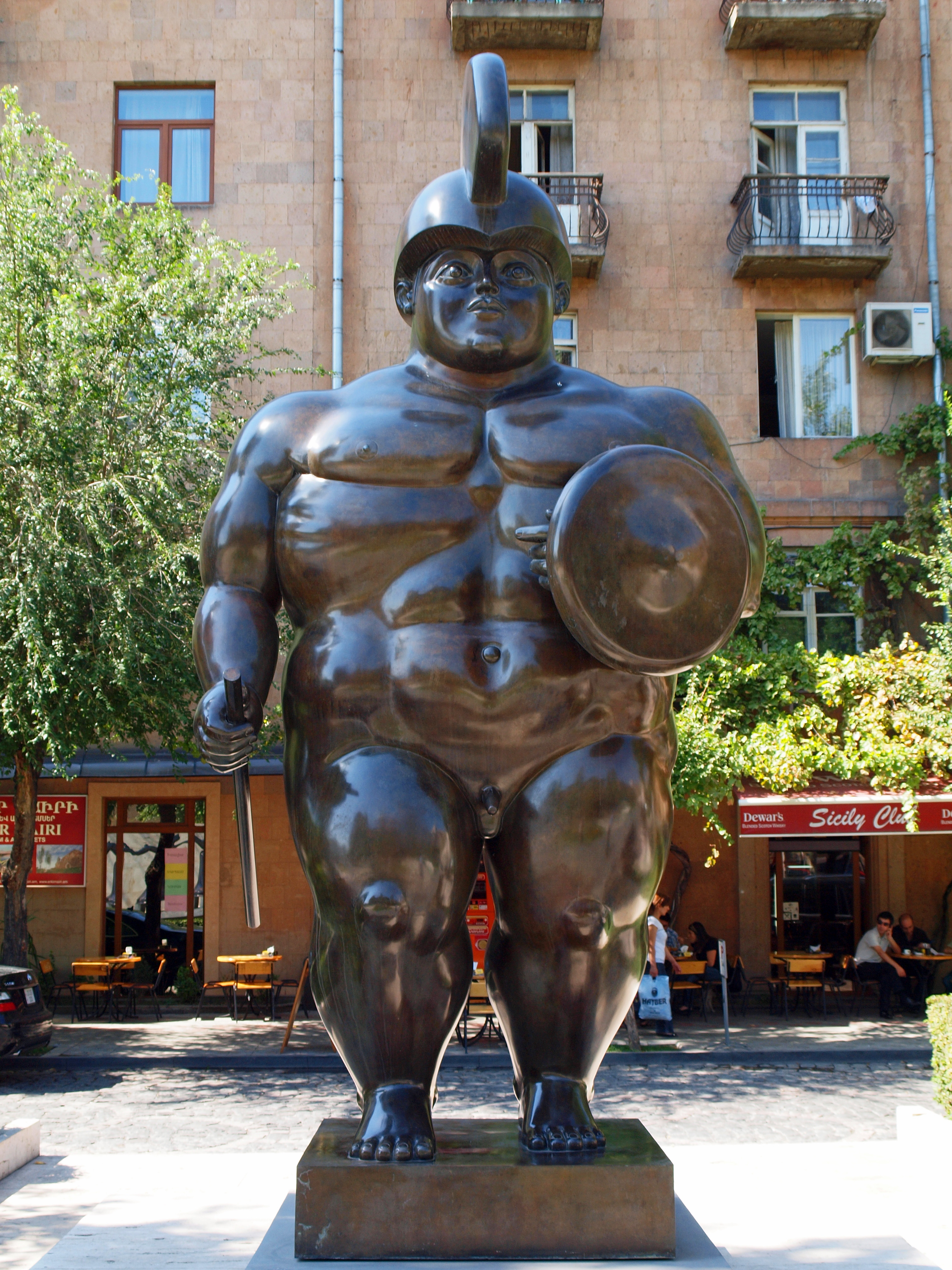
《古罗马战士》，亚美尼亚葉里溫卡菲斯扬美术馆
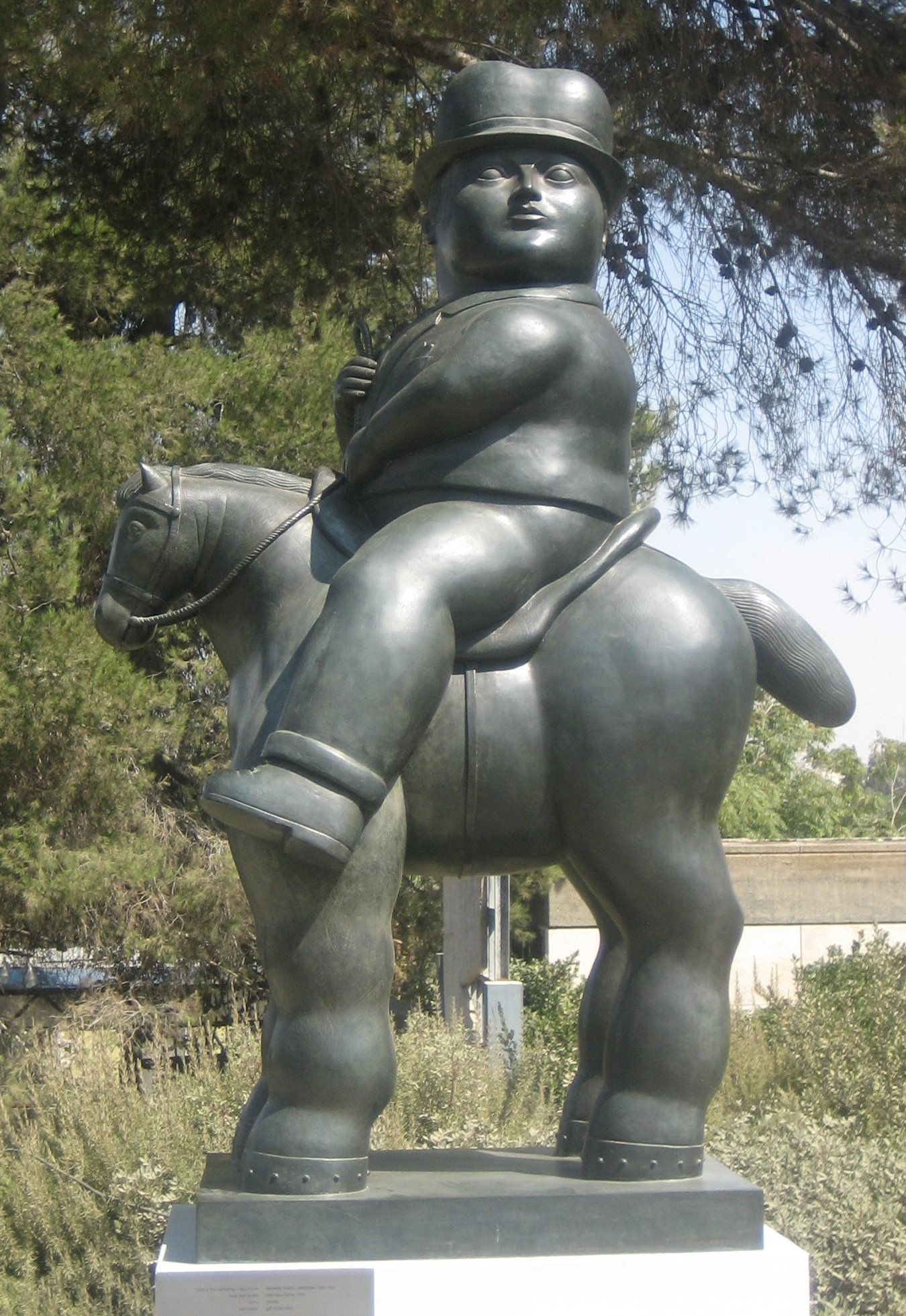
《马背上的男子》，1992年耶路撒冷以色列博物馆
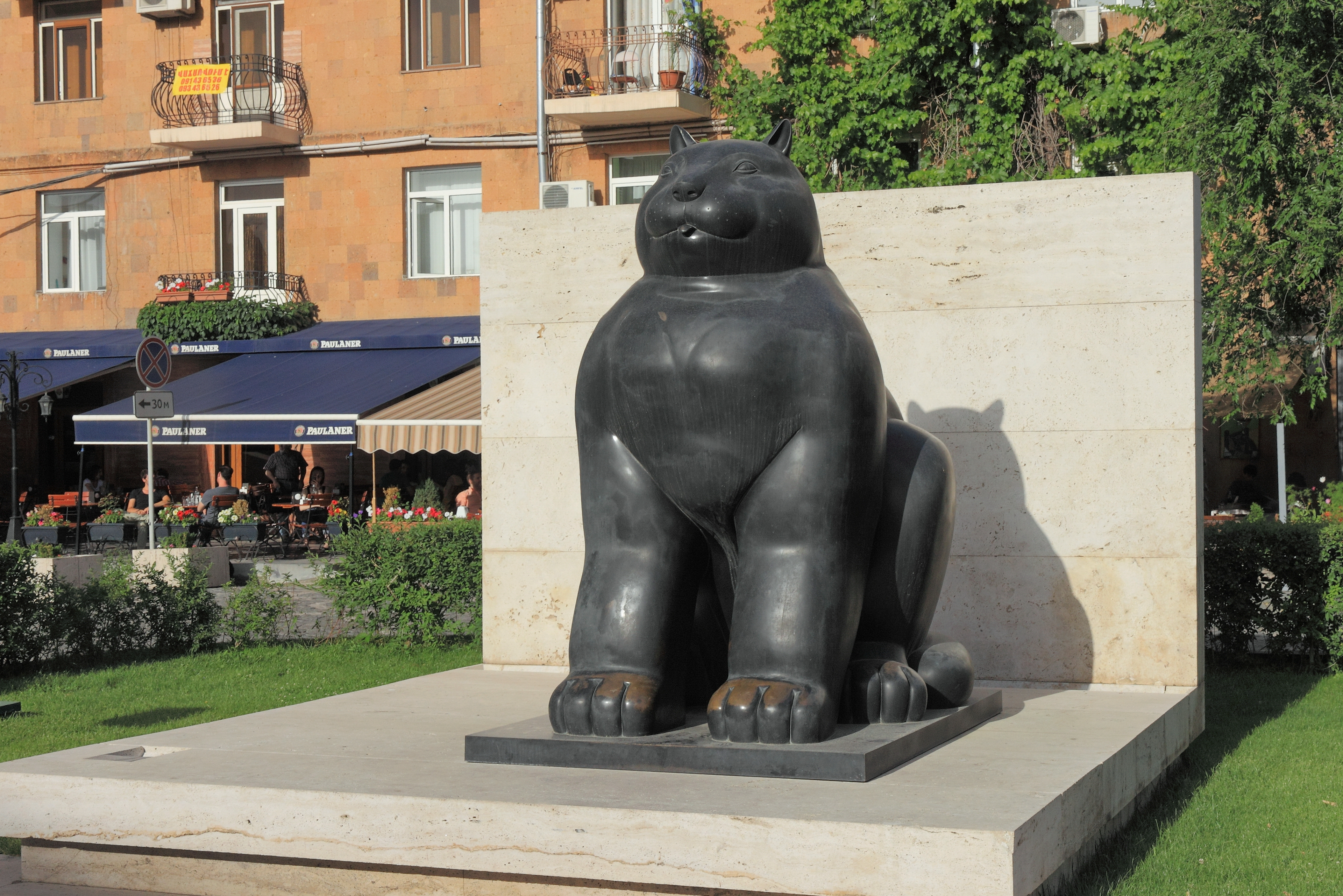
《猫》，亚美尼亚葉里溫
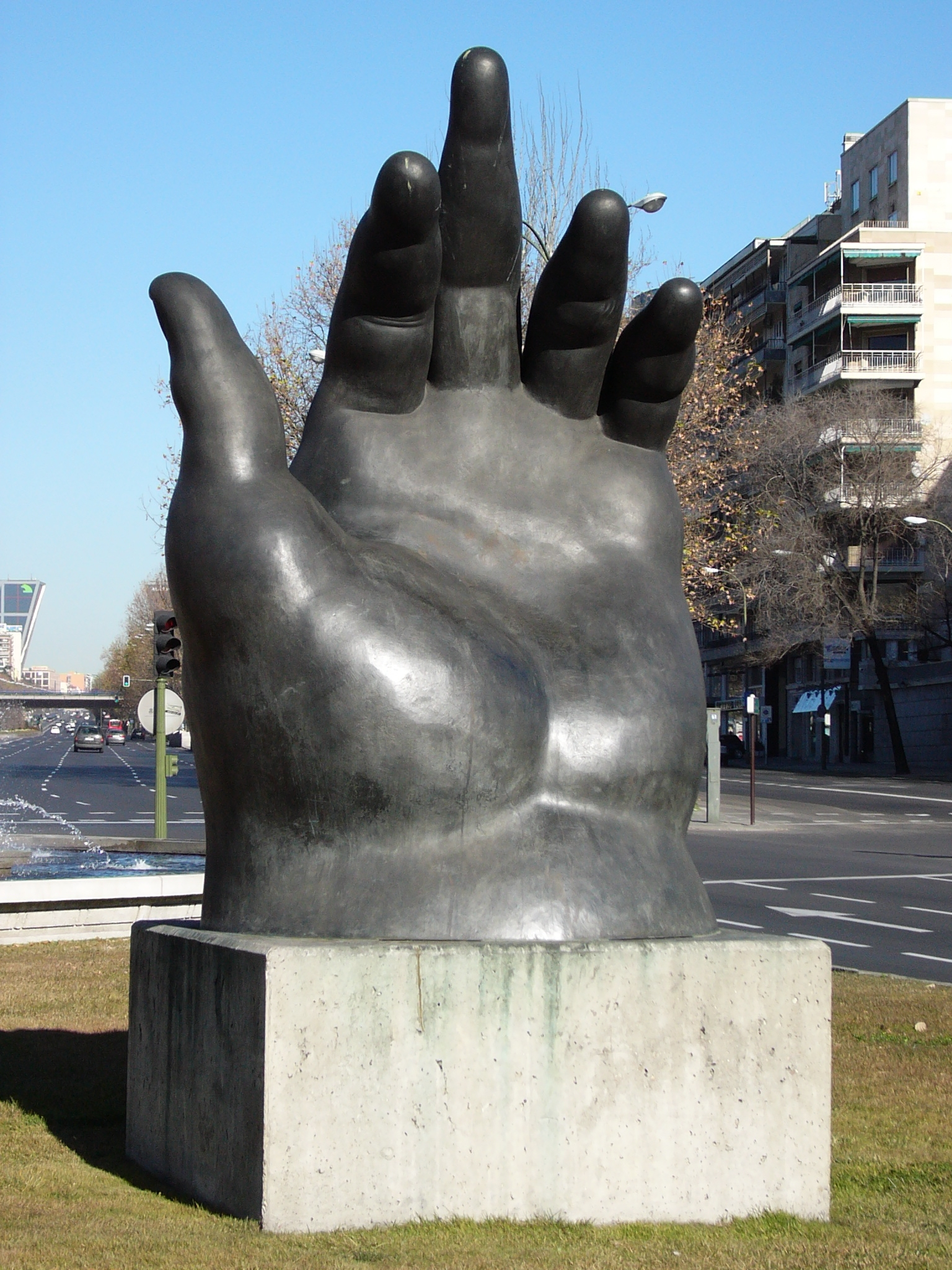
《手》，马德里
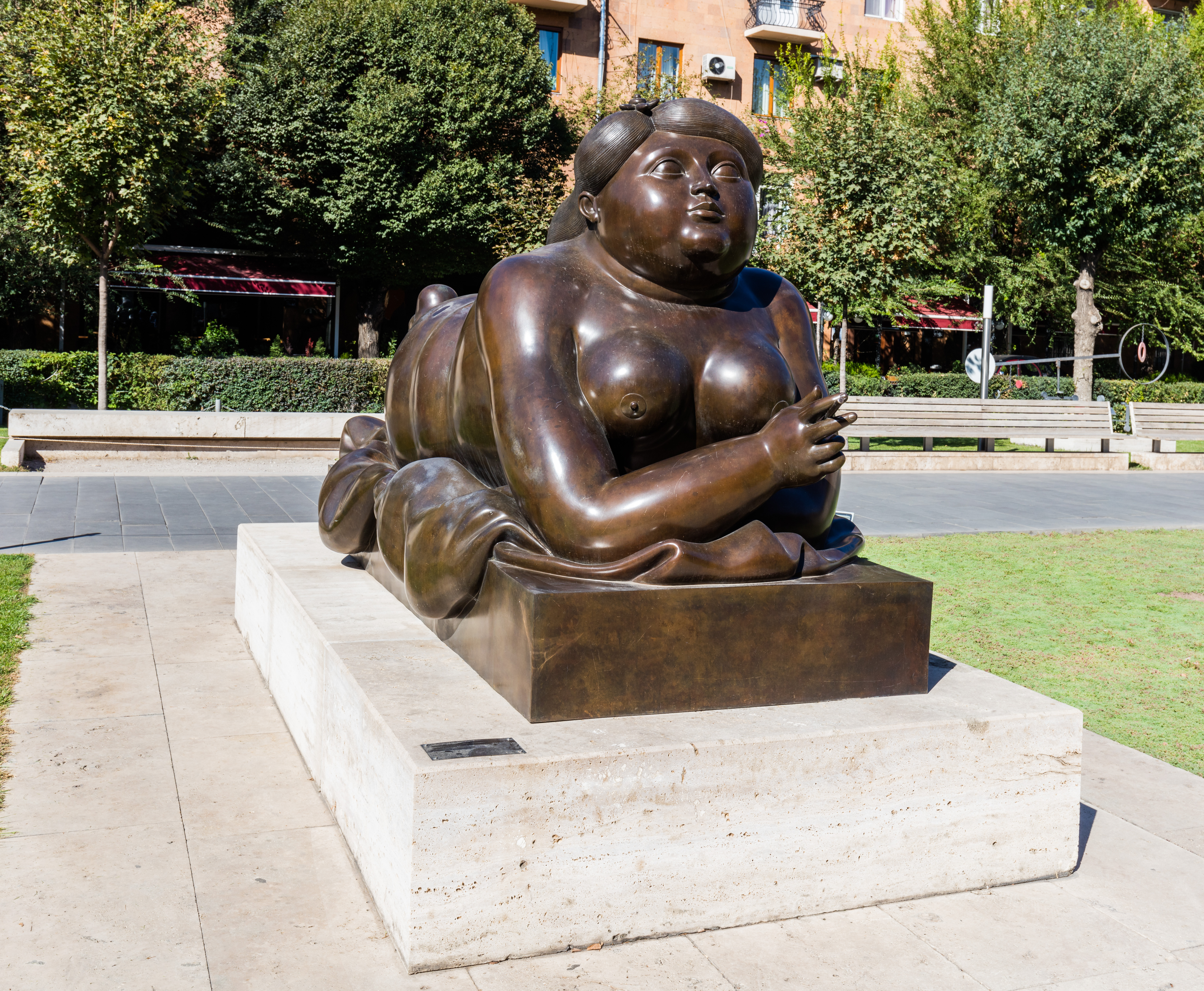
《吸烟的女人》，亚美尼亚卡菲斯扬美术馆
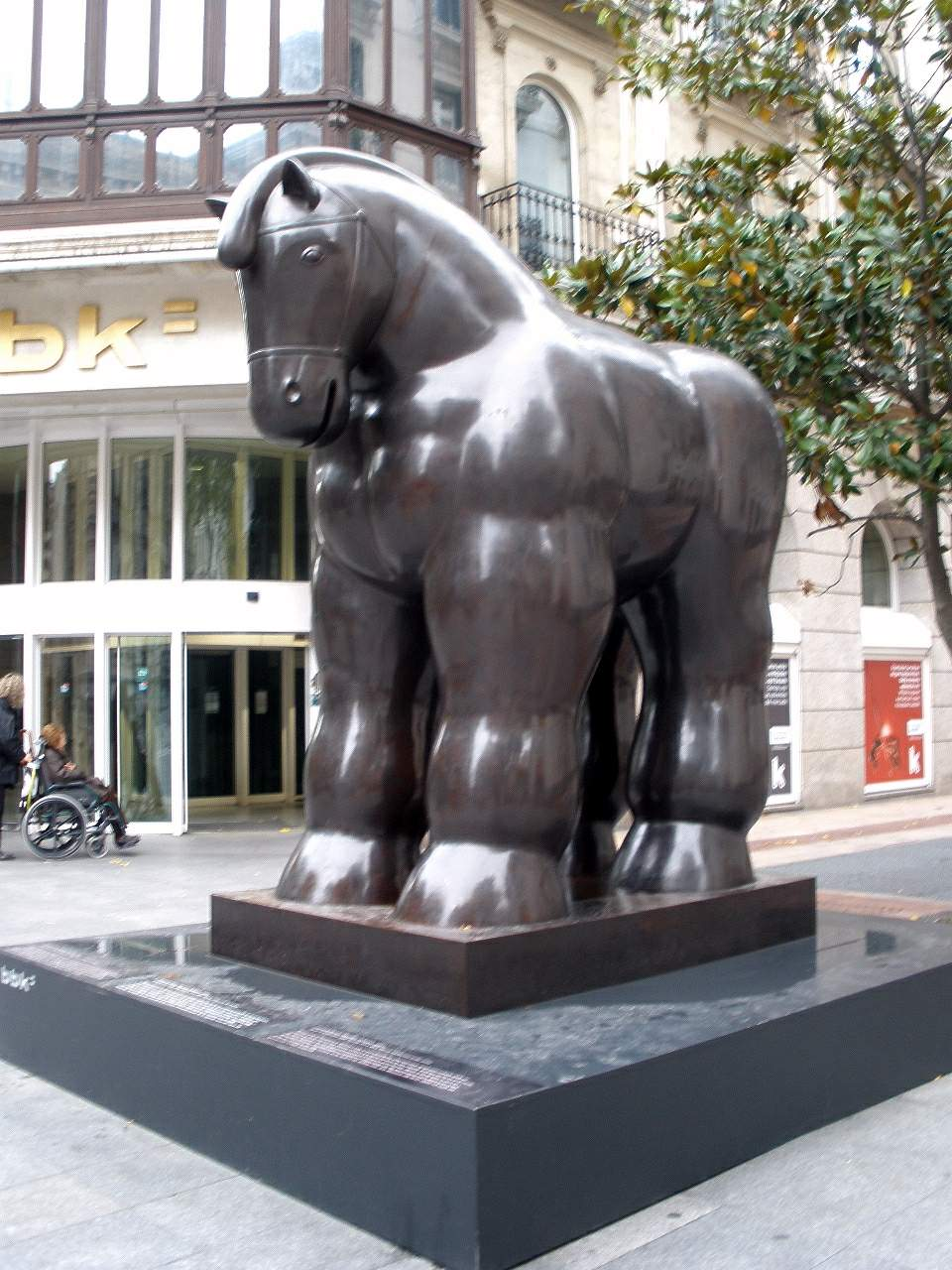
《戴笼头的马》，畢爾包
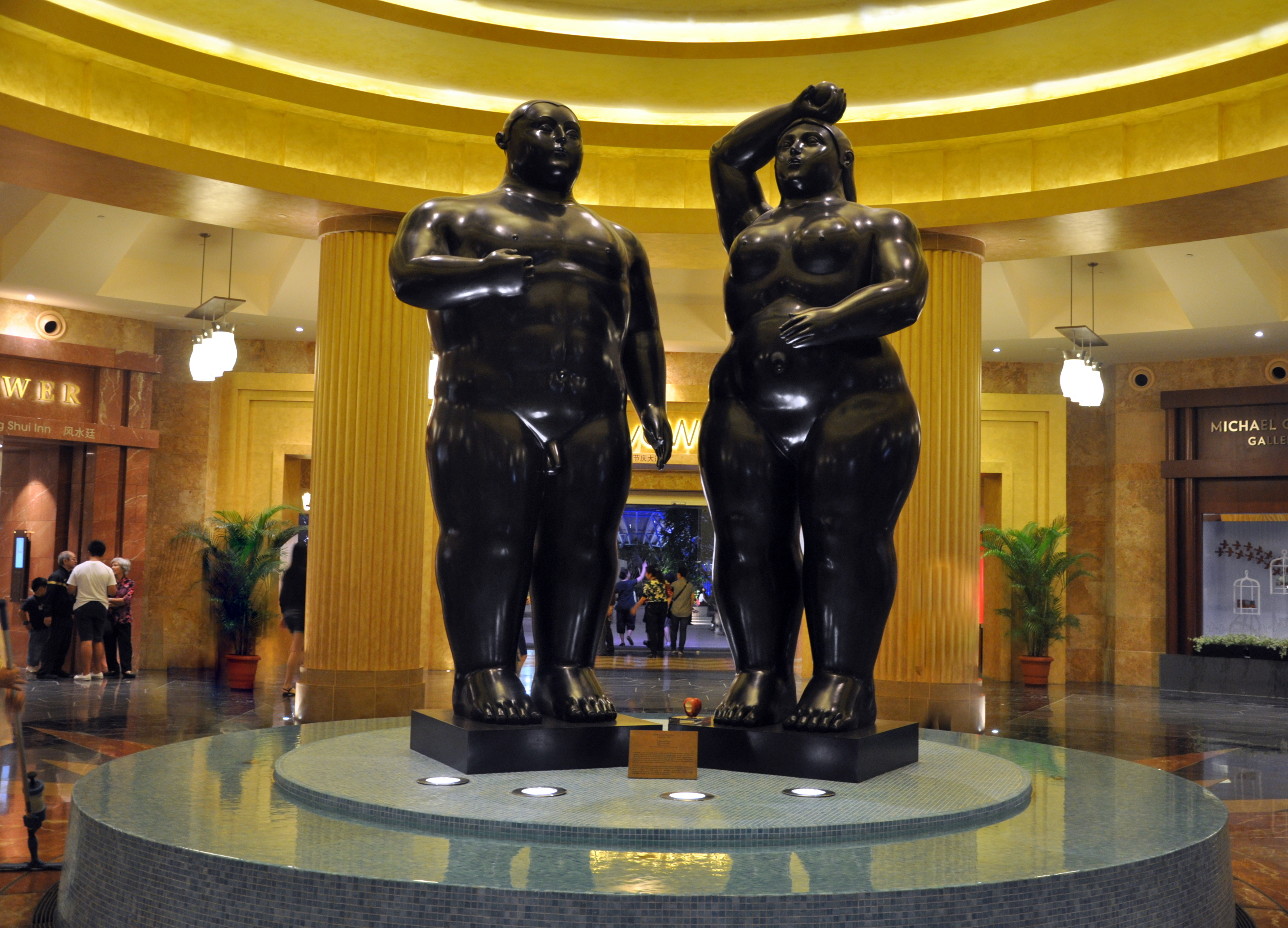
《亚当和夏娃》，新加坡圣淘沙名胜世界
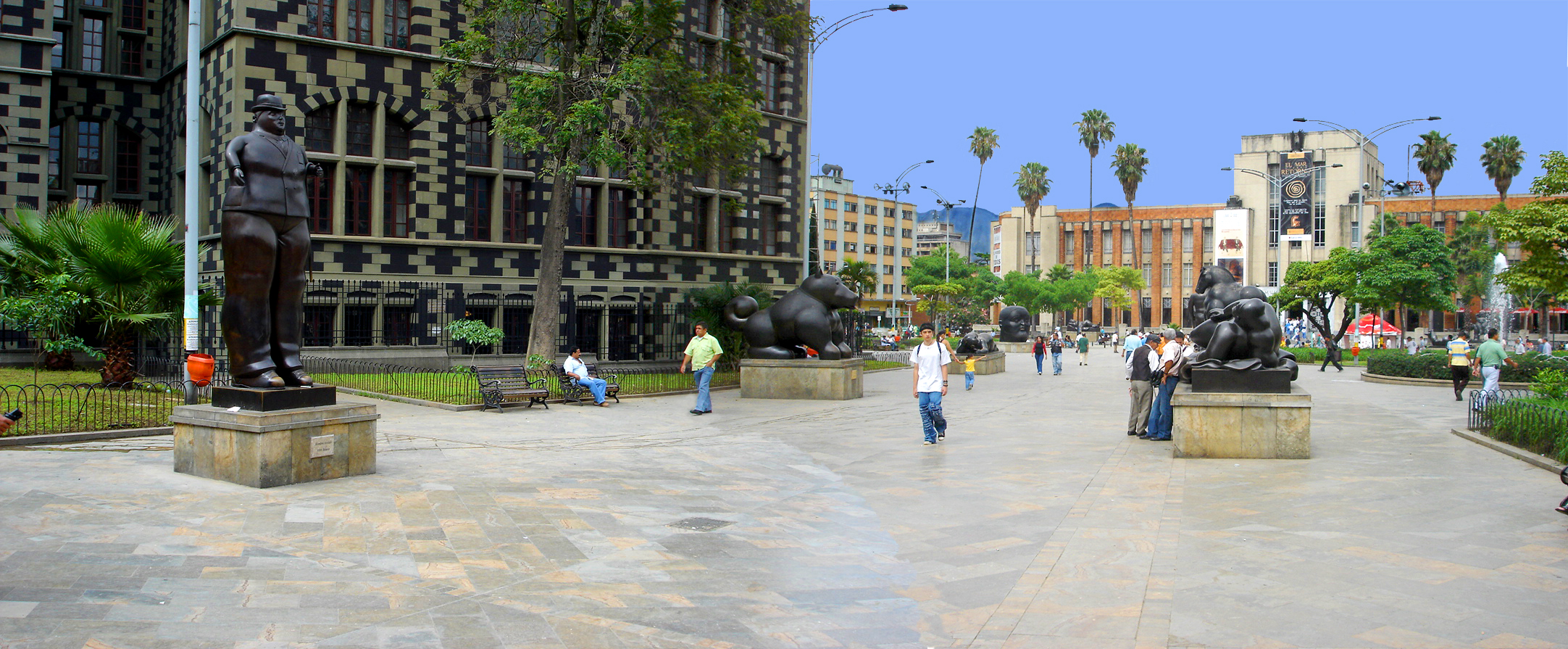
麦德林的博特罗广场

## 扩展阅读
- 博特罗; 王宁致. . 浙江人民美术出版社. 2016年. ISBN 9787534047954.
- 博特罗. . 浙江人民美术出版社. 2016年. ISBN 9787534046087.
- 邢啸声，《20世纪欧美具象艺术:博特罗》，江西人民美术出版社，1995年.
- 邢啸声，《博特罗》，江西人民美术出版社，2013年.